# Wielkoszczur
Wielkoszczur (Cricetomys) – rodzaj ssaków z podrodziny wielkoszczurów (Cricetomyinae) w obrębie rodziny malgaszomyszowatych (Nesomyidae).

## Zasięg występowania
Rodzaj obejmuje gatunki występujące w Afryce (Mauretania, Senegal, Gambia, Gwinea Bissau, Gwinea, Sierra Leone, Liberia, Wybrzeże Kości Słoniowej, Burkina Faso, Ghana, Togo, Benin, Niger, Nigeria, Kamerun, Sudan, Republika Środkowoafrykańska, Gwinea Równikowa, Gabon, Kongo, Demokratyczna Republika Konga, Rwanda, Burundi, Uganda, Kenia, Tanzania, Malawi, Zambia, Angola, Botswana, Zimbabwe, Mozambik i Południowa Afryka).

## Morfologia
Długość ciała (bez ogona) 284–413 mm, długość ogona 247–449 mm, długość ucha 32–45 mm, długość tylnej stopy 62–78 mm; masa ciała 0,5–2,8 kg.

## Systematyka
Rodzaj zdefiniował w 1840 roku angielski przyrodnik George Robert Waterhouse w artykule poświęconym opisowi nowego rodzaju gryzonia z rodziny myszowatych, opublikowanym w czasopiśmie Proceedings of the Zoological Society of London. Gatunkiem typowym jest (oznaczenie monotypowe) wielkoszczur gambijski (C. gambianus).

### Etymologia
Cricetomys: rodzaj Cricetus Leske, 1779 (chomik); gr. μυς mus, μυος muos ‘mysz’.

### Nazwa zwyczajowa
W polskiej literaturze zoologicznej nazwa „wielkoszczur” była używana dla oznaczenia gatunku Cricetomys gambianus. W wydanej w 2015 roku przez Muzeum i Instytut Zoologii Polskiej Akademii Nauk publikacji „Polskie nazewnictwo ssaków świata” gatunkowi temu przypisano oznaczenie wielkoszczur gambijski, rezerwując nazwę „wielkoszczur” dla rodzaju Cricetomys.

### Podział systematyczny
Do rodzaju należą następujące gatunki:
| Grafika | Gatunek              | Autor i rok opisu | Nazwa zwyczajowa        | Podgatunki         | Rozmieszczenie geograficzne | Podstawowe wymiary                              | Status IUCN |
| ------- | -------------------- | ----------------- | ----------------------- | ------------------ | --- | ----------------------------------------------- | ----------- |
|         | Cricetomys emini     | Wroughton, 1910   | wielkoszczur leśny      | gatunek monotypowy | tropikalna Afryka od Sierra Leone na wschód do Ugandy, Rwandy i Burundi, na południe do Demokratycznej Republiki Konga i Angoli; również wyspa Bioko                                                 | DC: 30–35 cm DO: 32–43 cm MC: 0,5–1,3 kg        | LC          |
|         | Cricetomys gambianus | Waterhouse, 1840  | wielkoszczur gambijski  | gatunek monotypowy | Senegal na wschód do południowego Senegalu i Ugandy, na południe do rzeki Kongo (Demokratyczna Republika Konga)                                                                                      | DC: 28–39 cm DO: 25–40 cm MC: 0,5–1,5 kg        | LC          |
|         | Cricetomys kivuensis | Lönnberg, 1917    | wielkoszczur górski     | gatunek monotypowy | Wielki Rów Zachodni we wschodniej części Demokratycznej Republiki Konga, południowo-zachodniej Ugandzie, zachodniej Rwandzie i Burundi                                                               | DC: około 32 cm DO: około 34 cm MC: brak danych | NE          |
|         | Cricetomys ansorgei  | O. Thomas, 1904   | wielkoszczur południowy | 6 podgatunków      | Demokratyczna Republika Konga na południe od rzeki Kongo na wschód do Kenii i Tanzanii (włącznie z wyspą Zanzibar), na południe do Angoli, Zambii, Zimbabwe i północno-wschodniej Afryki Południowej | DC: 29–41 cm DO: 34–45 cm MC: 0,9–2,8 kg        | LC          |

Kategorie IUCN:  LC  – gatunek najmniejszej troski;  NE  – gatunki niepoddane jeszcze ocenie.